# Šavaripa
Šavaripa byl indický mahásiddha, žák slavných mistrů vadžrajány Sarahy a Nágárdžuny. Šavaripa byl učitelem Maitripy, kterému předal jednu z nejhlubších nauk buddhismu mahámudru.